# Mildgyta z Thanet
Święta Mildgyta z Thanet (zm. 17 stycznia 676) – angielska dziewica, zakonnica i święta kościoła katolickiego i anglikańskiego.

## Żywot
Mildgyta była najmłodszą córką Merewala i św. Ermenburgi z Mercji. Jej siostrami były: św. Mildreda i św. Milburgi.
Siostry są porównywane z trzema cnotami teologicznymi: Wiarą, Nadzieją i Miłością.
Nie zachowało się wiele informacji o życiu świętej. Zainspirowana siostrami wstąpiła do klasztoru benedyktyńskiego w Northumbrii. Już za swojego krótkiego życia działała cuda. Zmarła bardzo młodo, na długo przed siostrami mimo iż była najmłodsza, dlatego tak znikome są wzmianki o jej żywocie.
Jej wspomnienie obchodzone jest 17 stycznia (Dies natalis).